# Edwin Beard Budding
Edwin Beard Budding (1795 - 1846) was een Engelse uitvinder. Zo vond hij in 1830 de  kooimaaier uit. Hij werkte toen als ingenieur in Stroud (Gloucestershire). Vóór zijn uitvinding werd het gras vooral gemaaid met een zeis. Hij bedacht een systeem waarbij in plaats van één scherp mes, zoals bij de zeis, twee messen gebruikt werden. Een voordeel daarvan is dat het gras niet gebogen wordt, als het gemaaid wordt.
Hij is ook de uitvinder van een regelbare moersleutel. Deze lijkt op de verstelbare bahco die later, in 1894, in Zweden door Johan Petter Johansson werd ontworpen.